# Residenzmuseum

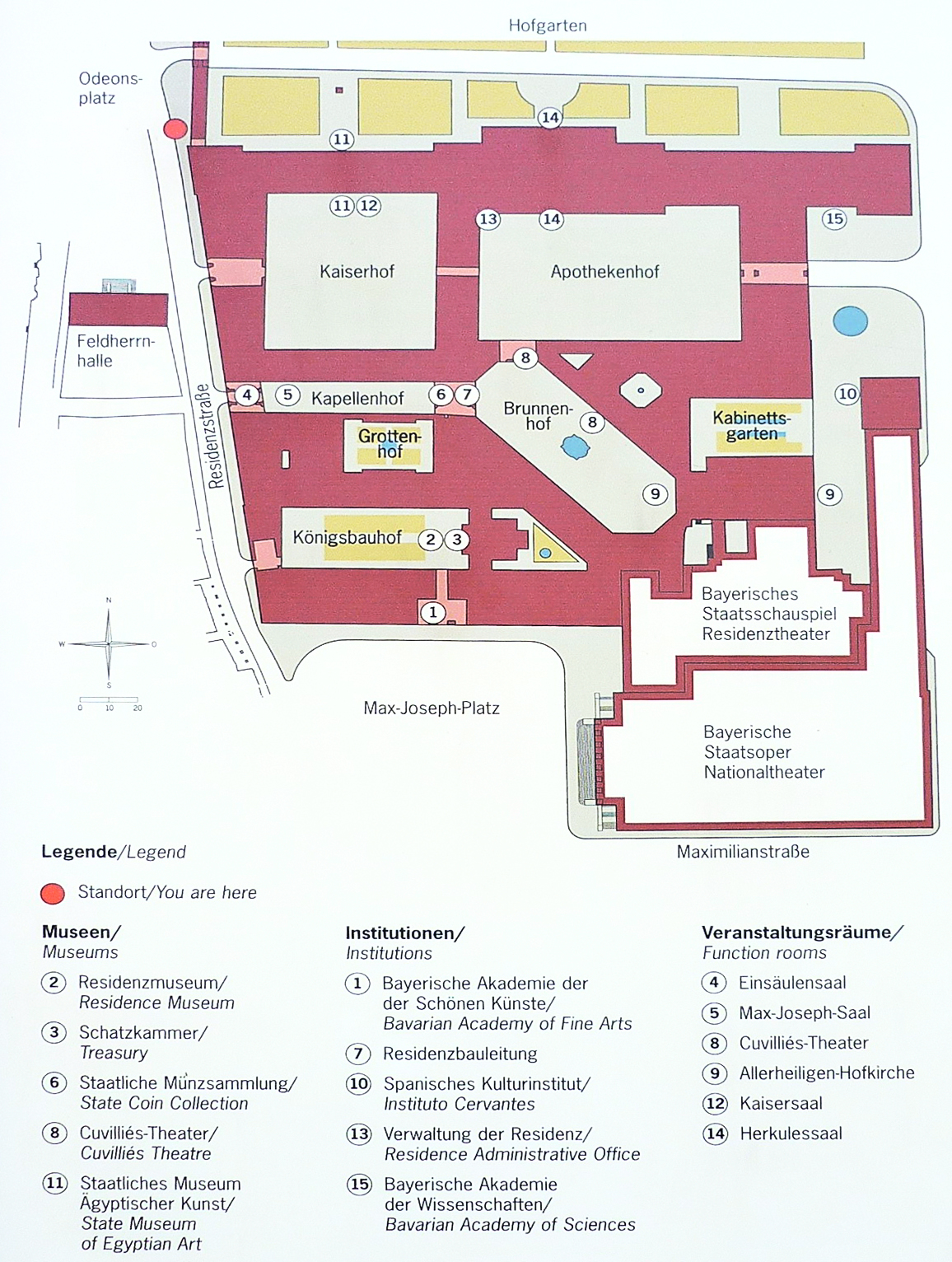
A Münchner Residenz alaprajza, benne a múzeummal és a többi intézménnyel

A Residenzmuseum a bajor uralkodók müncheni palotakomplexumának, a Münchner Residenznek egy része, amit a palota történetét és megőrzött berendezését bemutató múzeumként alakítottak ki. 1920 óta látogatható a nagyközönség számára.

## Története
Már I. Lajos bajor király idején megnyitották időnként a palota egyes részeit, főleg a Königsbau reprezentatív termeit az érdeklődő polgárok előtt, ha a királyi pár nem tartózkodott ott. Luitpold régens idején már minden hivatalos használaton kívüli termet, így például az Alte Schatzkammert, a régi kincstárt is fel lehetett keresni. 1897-ben megjelent az első tájékoztató kiadvány is a látogatók számára Führer durch die Residenz zu München címmel.
Az 1918-as bajor forradalom után az egykori királyi tulajdonban lévő paloták, kastélyok a Bajor Szabadállam tulajdonába kerültek. Ezek között volt a Münchner Residenz is, amit 1920 után fokozatosan múzeumként nyitottak meg a nagyközönség előtt. 1937-ben már 157 számozott múzeumi terem állt nyitva a látogatók előtt, ezeket két kijelölt útvonalon lehetett bejárni. Ezzel a Residenzmuseum a világ legnagyobb területű művészeti múzeuma lett.
A második világháború idején, különösen a szövetséges bombázások kezdete után a palota berendezésének nagy részét, beleértve helyenként a falak borítását is, biztos helyre menekítették. Ez tette lehetővé, hogy az 1944-45-ös pusztulás után a  múzeum nagy részét rekonstruálni lehetett. Az újjáépítés eleinte, főleg a lakosság önkéntes munkájával, lassan haladt, majd az NSZK gazdasági megerősödésével felgyorsult. München 800 éves jubileuma alkalmával, 1958-ban lehetett újra megnyitni a múzeumot, egyelőre a korábbihoz képest erősen korlátozott méretekben. További hét nagyobb építési periódus és 45 év elmúltával fejeződött be csak a helyreállítás. A 21. század elején a Residenzmuseum több mint 130 termet tár a látogatók elé.

## Fontosabb termei, teremsorozatai
- Antiquarium: A Münchner Residenz legrégebbi fennmaradt része (1568-1571), egyben a legnagyobb és legdíszesebb reneszánsz terem az Alpoktól északra
- Barlang-udvar (Grottenhof): 1581 és 1589 között kiépített kertes udvar kutakkal az Antikvárium mellett
- Fekete terem (1590)
- Gazdag kápolna (Reiche Kapelle):  A választófejedelem 1607-ben elkészült személyes kápolnája
- Kőtermek (Steinzimmer): 1611-től épült teremsor, a 17. században ezek voltak a Münchner Residenz legreprezentatívabb termei
- Császárterem (Kaisersaal)
- Trier terem (Trierzimmer): 1612-1616-tól kezdve épült teremsor, nevét  Clemens Wenzeslaus von Sachsen trieri érsek-választófejedelemről kapta, aki gyakran időzött itt
- Udvari kápolna (Hofkapelle): 1630-ban épült kétemeletes kápolna
- Pápai terem: 1666/67-ben építtette Henriette Adelaide választófejedelemné a torinói barokk stílusában; egy 18. századi pápai látogatás után kapta a mai nevét
- Az Ősök galériája (egyfajta őstábla) és a Porcelán-kabinet: 1726-tól építette Joseph Effner udvari építész
- A választófejedelem termei (Kurfürstenzimmer): 1746-tól építette Johann Baptist Gunetzrhainer rokokó stílusban
- Charlottenzimmer: 1814-től építtette Sarolta Auguszta hercegnő empire stílusban saját lakosztályának
- Nibelung-termek (1828)
- A királyi pár lakosztályai
- Allerheiligen-Hofkirche (Mindenszentek udvari temploma): az egykori neobizánci stílusú udvari templom 1826-1837-ben épült

### Gazdag termek
A Gazdag termek (Reiche Zimmer) sorozata a Residenzmuseum számozásában az 55-östől a 62-es szobáig terjed. A palotának ezt a részét VII. Károly német-római császár építtette 1926-tól még választófejedelemként, kizárólag udvari reprezentációs, diplomáciai célokra. A termek különlegesen gazdag díszítése azt is célozta, hogy alátámassza a választófejedelem igényét a császári trónra.
E termek építését Joseph Effner kezdte meg 1726-ban. Egy 1729-es tűzvész után id. François de Cuvilliés kapott megbízást a helyreállításra és a termek díszítésének befejezésére. A munkát 1737-ben fejezte be, amit ünnepélyes átadás követett. E termeket ma is a délnémet rokokó belsőépítészet egyik legfontosabb példájának tartják. Ehhez a részhez tartozik a Zöld galéria (Grüne Galerie), a reprezentatív hálószoba és a miniatúrák kabinetje is.

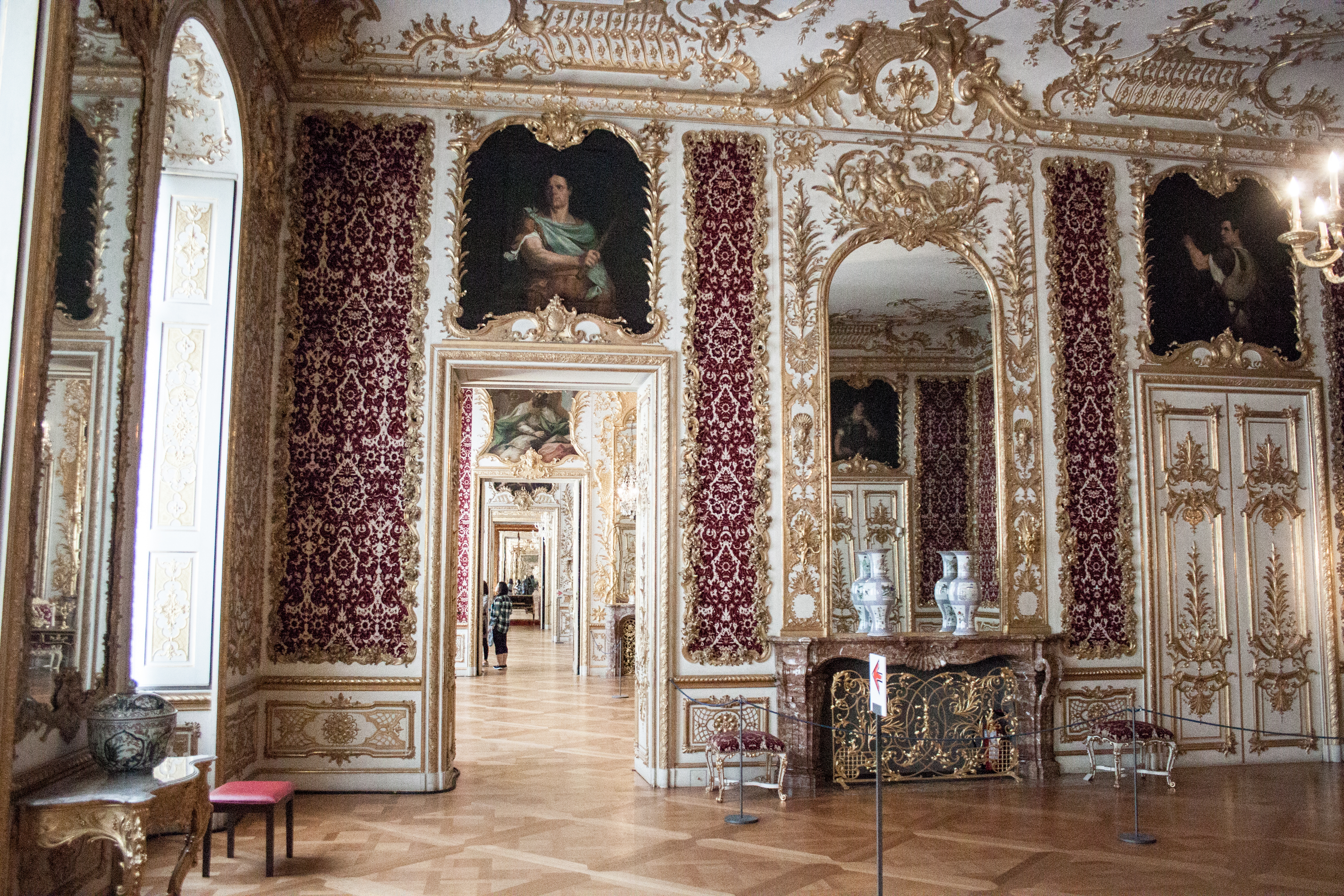
A Gazdag termek sorozata
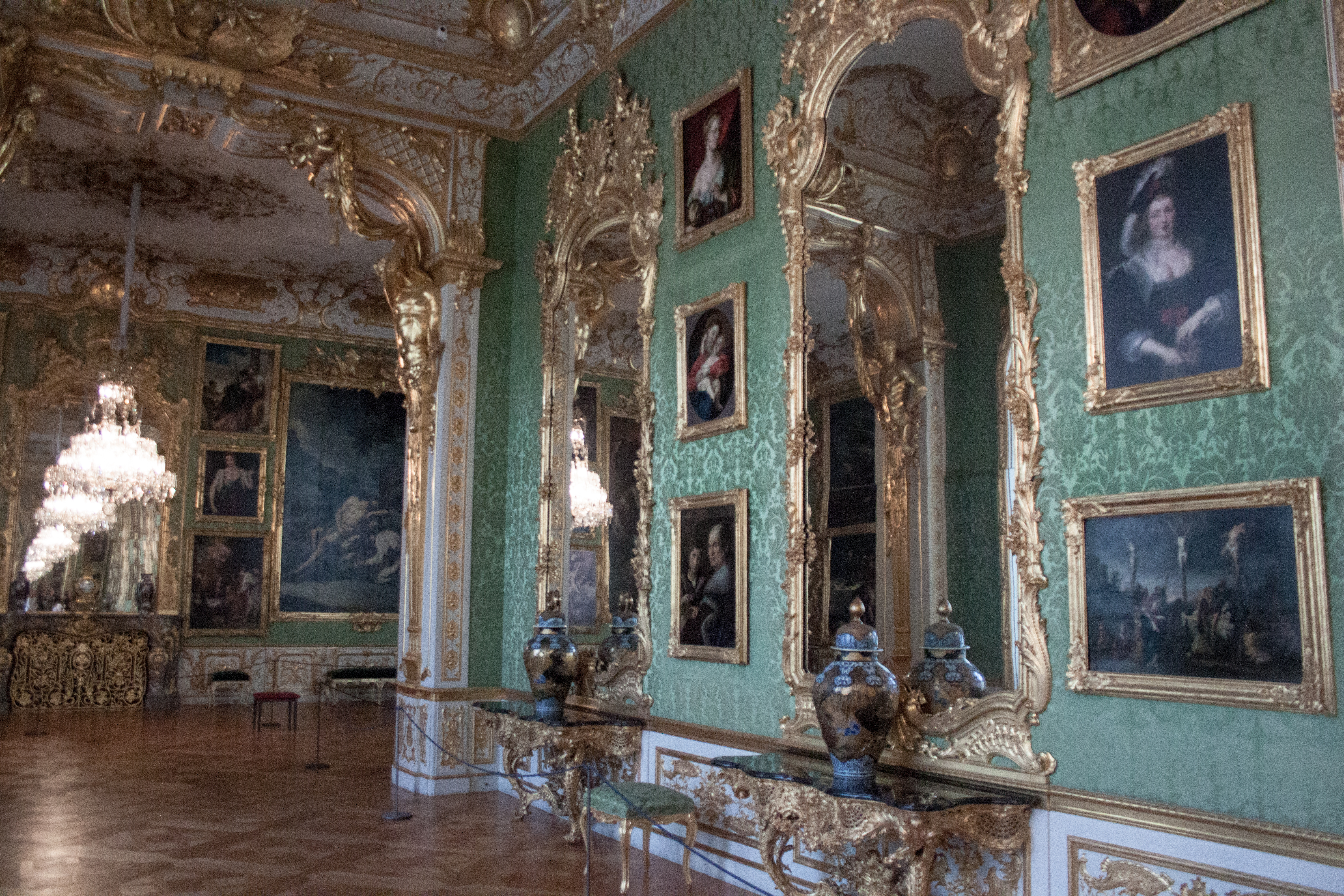
A Zöld galéria
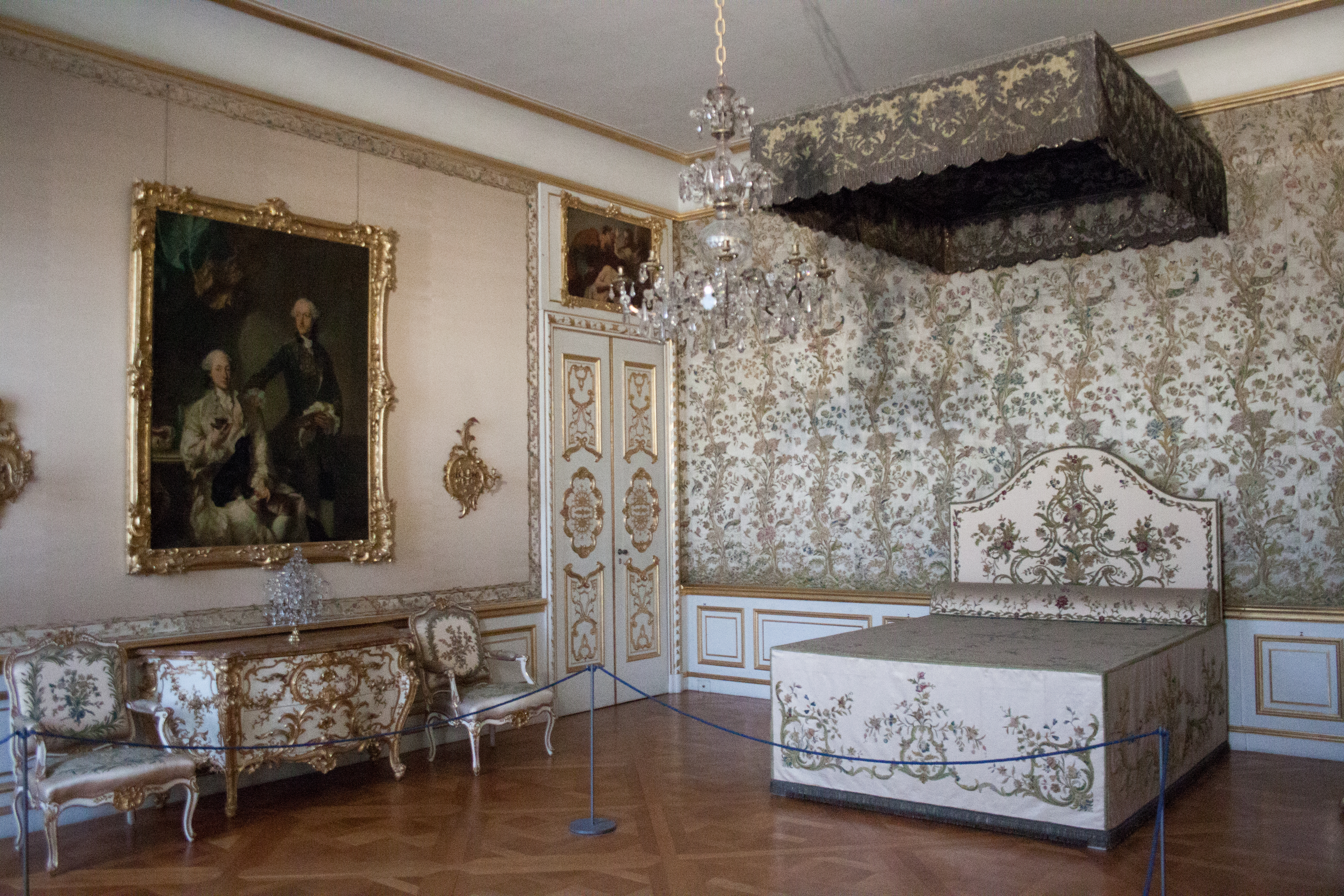
A választófejedelem reprezentatív hálószobája

## Fordítás
- Ez a szócikk részben vagy egészben a Residenzmuseum című német Wikipédia-szócikk ezen változatának fordításán alapul.  Az eredeti cikk szerkesztőit annak laptörténete sorolja fel. Ez a jelzés csupán a megfogalmazás eredetét és a szerzői jogokat jelzi, nem szolgál a cikkben szereplő információk forrásmegjelöléseként.